# Bradycellus suturalis
Bradycellus suturalis är en skalbaggsart som beskrevs av Leconte 1823. Bradycellus suturalis ingår i släktet Bradycellus och familjen jordlöpare. Inga underarter finns listade i Catalogue of Life.